# Natália Correia
Natália de Oliveira Correia (Azzorre, 13 settembre 1923 – Lisbona, 16 marzo 1993) è stata una scrittrice e intellettuale portoghese.
Poeta (rifiutava di essere definita poetessa perché a suo parere la poesia è asessuata) e attivista sociale, è stata autrice di molteplici e variegate opere, nonché autrice dei testi ufficiali del "Hino dos Açores", l'inno regionale della regione autonoma delle Azzorre. Deputata all’Assemblea della Repubblica (1980 – 1991) per il Partito Social Democratico,  è intervenuta sia a livello politico che culturale nella difesa dei diritti umani e in particolar modo delle donne.
Nel 1992 ha fondato con José Saramago, Armindo Magalhães, Manuel da Fonseca e Urbano Tavares Rodrigues il Fronte Nazionale per la Difesa della Cultura (FNDC).
A Lisbona c'è una biblioteca che porta il suo nome.

## Biografia
Quando aveva appena 11 anni il padre emigrò in Brasile, lasciandola con la madre e la sorella a Lisbona, dove svolse gli studi liceali. Iniziò la sua carriera letteraria con la pubblicazione di un'opera per bambini, A Grande Aventura de um Pequeno Herói, ma rapidamente si affermò come poetessa.
La sua opera tocca i generi più svariati, dalla poesia al romanzo, dai testi teatrali ai saggi. Si occupò di poesia, drammaturgia, romanzi, saggi, traduzione, giornalismo, sceneggiatura ed editoria. Divenne nota nei media con il programma Mátria, dove divulgò una forma speciale di femminismo, il "matricismo", che vedeva nella donna l'archetipo della libertà erotica e passionale; più tardi, alla nozione di Pátria (la nazione o patria) e di Mátria (la donna), aggiunse quella di Frátria (fraternità).
Dotata di un insolito talento oratorio e di grande coraggio combattivo, prese parte attiva nei movimenti di opposizione al nuovo stato, partecipando al MUD (Movimento di Unità Democratica, 1945) a sostegno dei candidati alla Presidenza della Repubblica del generale Norton de Matos (1949) e di Humberto Delgado (1958) e alla CEUD (Commissione Elettorale di Unità Democratica, 1969). Diversi suoi libri furono proibiti dalla censura e fu condannata a tre anni di prigione, con sospensione condizionale della pena, per la pubblicazione dell' Antologia da Poesia Portuguesa Erótica e Satírica, considerata offensiva nei confronti degli usi e costumi del paese (1966), e venne processata per essere stata l'editrice responsabile della pubblicazione di Novas Cartas Portuguesas di Maria Isabel Barreno, Maria Velho da Costa e Maria Teresa Horta. Coordinò i lavori della casa editrice Arcádia, una delle più grandi case editrici portoghesi del tempo.
La sua politica di intervento pubblico la portò in parlamento, dove venne eletta nel 1980 nelle liste del PPD (Partito Popolare Democratico). Nel 1992 rivolse una replica satirica a un deputato del CDS, nel dibattito a proposito dell'aborto, dove i suoi interventi parlamentari la resero celebre.
Fondò nel 1971, con Isabel Meireles, Júlia Marenha e Helena Roseta, il Bar Botequim, luogo di incontro, scambio e convivio, dove tra il 1970 e il 1980 nacquero effervescenti idee culturali. Fu amica di António Sérgio, David Mourão-Ferreira, José-Augusto França, Luiz Pacheco, Almada Negreiros, Maria Pia di Sassonia-Coburgo Gotha Braganza, Mário Cesariny, Ary dos Santos, Amália Rodrigues, Fernando Dacosta.
Natália Correia ha promosso la comparsa dello spettacolo nei caffè letterari in Portogallo. Nella sua casa è stata l’amante di scrittori famosi come Henry Miller, Graham Greene e Ionesco.
Il 13 luglio 1981 venne eletta Grande Ufficiale dell'Ordine Militare di Sant'Iago da Espada. Ricevette nel 1991 il Grande Premio di Poesia dall'Associazione Portoghese degli Scrittori per il suo libro Sonetos Românticos. Nello stesso anno, il 26 novembre fu nominata Grande Ufficiale dall’Ordine di Libertà.
Natália Correia si sposò quattro volte. Dopo i primi due brevi matrimoni, si sposò a Lisbona il 31 luglio 1953 con Alfredo Luis Machado (1904-1989). Questo matrimonio durò fino alla morte di questi, il 17 febbraio 1989. Nel 1990, all’età di 67 anni, celebrò un matrimonio di convenienza con il suo collaboratore e amico Dórdio Guimarães.
All'alba del 16 marzo 1993, morì nella sua casa, all’improvviso, a causa di un attacco cardiaco, dopo essere rientrata dal Botequim. Lasciò la maggior parte dei suoi beni alla Regione Autonoma delle Azzorre, che le dedicò una mostra permanente nella nuova Biblioteca Pubblica di Ponta Delgada, nella quale sono conservati molti volumi editi, inediti, documenti biografici, iconografici, lettere, inclusa la sua biblioteca privata.

## Opere
L’opera di Natália Correia comprende vari generi, dalla poesia al romanzo, dai testi teatrali ai saggi. Collaborò con frequenza per diverse pubblicazioni portoghesi e straniere. Fu una figura importante nei circoli che riunivano a Lisbona i nomi più rilevanti della cultura e della letteratura portoghese degli anni '50 e '60. È particolarmente ricordata per la sua personalità libera dalle convenzioni sociali, vigorosa e polemica, personalità che si riflette nella sua scrittura. Le sue opere sono state tradotte in varie lingue.

### Poesia
- Rio de Nuvens (1947)
- Poemas (1955)
- Dimensão Encontrada (1957)
- Passaporte (1958)
- Comunicação (1959)
- Cântico do País Imerso (1961)
- O Vinho e a Lira (1966)
- Mátria (1968)
- As Maçãs de Orestes (1970)
- Mosca Iluminada (1972)
- O Anjo do Ocidente à Entrada do Ferro (1973)
- Poemas a Rebate (1975)
- Epístola aos Iamitas (1976)
- O Dilúvio e a Pomba (1979)
- Sonetos Românticos (1990)
- O Armistício (1985)
- O Sol das Noites e o Luar nos Dias (1993)
- Memória da Sombra (1994)

### Romanzi
- Grandes Aventuras de um Pequeno Herói (1945)
- Anoiteceu no Bairro (1946)
- A Madona (1968)
- A Ilha de Circe (1983)
- As Núpcias (1992)

### Teatro
- Sucubina ou a Teoria do Chapéu, in collaborazione con Manuel de Lima (1952)
- O Progresso de Édipo (1957)
- O Homúnculo (1965)
- O Encoberto (1969)
- Erros meus, má fortuna, amor ardente (1981)
- A Pécora (1983)
- D. João e Julieta, pezzo teatrale scritto nel 1959 (1999)

### Saggi
- Poesía de arte e realismo poético (1958)
- Uma estátua para Herodes (1974)
- Obras varias:Poesía de arte e realismo poético (1958)
- Uma estátua para Herodes (1974)
- Obras várias: Descobri que era Europeia (1951)
- Não Percas a Rosa (1978)
- A questão académica de 1907 (1962)
- Antologia da Poesía Erótica e Satírica (1966)
- Cantares Galego-Portugueses (1970)
- Trovas de D. Dinis (1970)
- A Mulher (1973)
- O Surrealismo na Poesía Portuguesa (1973)
- Antologia da Poesía Portuguesa no Período Barroco (1982)
- A Ilha de São Nunca (1982)
- Notas para uma Introdução às Cantigas de Escárnio e de Mal-Dizer Galego-Portuguesas (1982)
- Onde está o Menino Jesus? (1987)
- Somos Todos Hispanos (1988; 2003)
- A Ibericidade na Dramaturgia Portuguesa (2000)
- Descobri Que Era Europeia: impressões duma viagem à América (2002)
- Breve História da Mulher e outros escritos (antologia di testi di stampa), (2003)
- A Estrela de Cada Um (antologia di testi di stampa), (2004)